# Gevlekte kwartellijster
De gevlekte kwartellijster (Cinclosoma punctatum) is een zangvogel uit de familie Cinclosomatidae.

## Verspreiding en leefgebied
Deze soort is endemisch in Australië en telt twee nog levende ondersoorten:
- C. p. punctatum: van zuidoostelijk Queensland tot zuidoostelijk Victoria.
- C. p. dovei: Tasmanië.
- † C. p. anachoreta: Mount Lofty Range (zuidoostelijk Zuid-Australië) (uitgestorven).

## Status
De grootte van de populatie is niet gekwantificeerd maar de soort wordt omschreven als plaatselijk en schaars. Op de Rode lijst van de IUCN heeft deze soort de status niet bedreigd.